# Riksväg 55
Riksväg 55, Mälardiagonalen, löper mellan Uppsala och Norrköping, via Enköping, Strängnäs, Malmköping, Flen och Katrineholm. Längden är 208 km.

## Vägbeskrivning

### Rastplatser och sevärdheter
Trafikverkets Rastplatser i riktning från Norrköping till Uppsala
- Gnallen, mellan Sköldinge och Flen, 15 km öster Katrineholm.

Standard: Bord och bänkar, väderskydd, handikappanpassad torrklosett, soptunnor.
- Stenhammars skans, mellan Sköldinge och Flen.

Rastplats i anslutning till fornborgen Stenhammar skans och med sjöutsikt över Valdemaren .

Standard: Bord och bänkar, handikappanpassad torrklosett, soptunnor. 
- Strängnäsbron, omedelbart norr om Strängnäsbron, Strängnäs.

Rastplats alldeles intill fornborgen Stenby skans med utsikt över Mälaren.

Standard: Bord och bänkar, handikappanpassad vattenklosett, soptunnor.
Övriga rastplatser
- Kaffestugan vid Björndammen, mellan Malmköping och Strängnäs

Rastplats med sommaröppen kaffestuga invid sjön Ältaren.

Standard: Kaffestuga (sommaröppen, varierande öppettider) med tillhörande uteservering.

### Vägstandard
Riksväg 55/Mälardiagonalen är huvudsakligen landsväg med plankorsningar och en hastighetsbegränsning på 80 km/h. Vissa sträckor (se nedan) har dock byggts om till mötesfri 2+1-väg (trefältsväg) där vägbanorna vanligen är separerade med vajerräcken. Vissa kortare sträckor utgörs av motorväg vid Enköping (E18), Strängnäs (E20) och Norrköping (E4). I Uppsala är vägen utformad som en motorväg (Bärbyleden), men saknar bara motorvägsskyltning. Planer har tidigare funnits att bygga om den olycksdrabbade sträckan mellan Trafikplats Berthåga och korsningen med Riksväg 72 i Uppsala till motorvägsstandard, men planerna är för närvarande lagda på is. 
På grund av vägens stora betydelse för den regionala utvecklingen och dess betydelse som transportlänk mellan norra och södra Sverige över Mälarsnittet planeras på sikt en utbyggnad av hela sträckan Uppsala – Norrköping till mötesfri 2+1-väg (trefältsväg) med få plankorsningar.
| Delsträcka               | Delsträcka               | Hastighet | Vägstandard |
| Uppsala (E4/Bärbyleden)  | Uppsala (Husbyborg)      |           | Mötesfri 2+2-väg (fyrfältsväg), endast en plankorsning (cirkulationsplats). (Bärbyleden). |
| Uppsala (Husbyborg)      | Uppsala (Berthåga)       |           | Mötesfri 1+1-väg (tvåfältsväg), inga plankorsningar. (En privat utfart) (Bärbyleden). |
| Uppsala (Berthåga)       | Uppsala (Berthåga)       | /         | Mötesfri 2+2-väg (fyrfältsväg) med två plankorsningar (Luthagsesplanaden och utfart från Flogsta). Utfarten från Flogsta är olycksdrabbad och har byggts om flera gånger. (Enköpingsvägen).                                                                                  |
| Uppsala (Berthåga)       | Uppsala (Kvarnbo)        |           | Mötesfri 2+2-väg (fyrfältsväg) med plankorsningar (trafikljusreglerade). (Enköpingsvägen). |
| Uppsala (Kvarnbo)        | Örsundsbro               |           | Landsväg (tvåfältsväg). Ombyggnad till 2+1-väg (trefältsväg) med plankorsningar utreds. |
| Örsundsbro               | Litslena                 |           | 2+1-väg (trefältsväg) med plankorsningar. |
| Litslena                 | Enköping (Annelund)      |           | Landsväg (tvåfältsväg). Ombyggnad till 2+1-väg (trefältsväg) med plankorsningar utreds. |
| Enköping (Annelund)      | Enköping (Ullunda)       |           | Motorväg (fyrfältsväg), sammanfaller med E18. |
| Enköping (Ullunda)       | Hjulstabron              | /         | Landsväg (tvåfältsväg), förhållandevis smal och bitvis krokig. Enköping-Hjulsta Säteri 90km/h alt. 70km/h. Hastighetskameror på flera ställen.Flera partier med 70km/h alternativt 80 km/h.                                                                                  |
| Hjulstabron              | Hjulstabron              |           | Öppningsbar lågbro över Mälaren som förbinder fastlandet med Märsön inom Enköpings kommun. På grund av ålderssvaghet och att bron är öppningsbar gäller det att hastigheten är 50 km/h medan de anslutande vägarna på vardera sidan av bron har 70 km/h i ett par kilometer. |
| Hjulstabron              | Strängnäs (Lunda)        |           | Landsväg (tvåfältsväg), förhållandevis smal och bitvis krokig mestadels 80km/h. Hastighetskameror på flera ställen. Flera partier med 70km/h. |
| Strängnäs (Lunda)        | Strängnäs (Biskopskvarn) |           | Motorväg (fyrfältsväg), sammanfaller med E20. |
| Strängnäs (Biskopskvarn) | Dunker                   |           | Landsväg (tvåfältsväg), förhållandevis smal men rak. Avsnittet förbi Björndammen olycksdrabbat (planeras byggas om till mötesfri väg med start 2023).[uppföljning saknas] |
| Dunker                   | Yxtatorpet               |           | Mötesfri 2+1-väg (trefältsväg) med plankorsningar. |
| Yxtatorpet               | Flen                     |           | Landsväg (tvåfältsväg), förhållandevis smal och kurvig väg med få omkörningsmöjligheter. |
| Flen                     | Flen                     |           | Stadstrafikled (tvåfältsväg). Sydlig förbifart förbi Flen utreds. |
| Flen                     | Åby                      |           | Mötesfri 2+1-väg (trefältsväg) med plankorsningar. Omfattar förbifart Katrineholm, invigd september 2012. |
| Åby                      | Norrköping               |           | Motorväg och motortrafikled (fyrfältsväg), sammanfaller till stor del med E4. |

### Trafikplatser
Riksväg 55 går som motorväg korta sträckor gemensamt med E20 och E18 vid Strängnäs och Enköping. I Uppsala håller de östligaste delarna av riksväg 55 (Bärbyleden 2 och 3) motorvägsstandard men är inte skyltade som motorväg.
Följande trafikplatser och större korsningar finns längs riksväg 55:
|                                                     | Nr  | Namn                                | Skyltning                                                       |
| --------------------------------------------------- | --- | ----------------------------------- | --------------------------------------------------------------- |
| Landsväg mellan Norrköping (E4) och Strängnäs (E20) |     |                                     |                                                                 |
|                                                     | 123 | Trafikplats Loddby                  | Helsingborg                                                     |
|                                                     | -   | Trafikplats Kvillinge               | Stockholm, Loddby                                               |
|                                                     | -   | Trafikplats Jursla                  | Åby, Jursla                                                     |
|                                                     | -   | Katrineholm                         | Örebro Nyköping                                                 |
|                                                     | -   | Trafikplats Katrineholm             | Katrineholms Logistikcentrum                                    |
|                                                     | -   | Katrineholm                         | Västerås, Gävle                                                 |
|                                                     |     | nära Flen                           | Nyköping?                                                       |
|                                                     |     | nära Flen                           | Järna                                                           |
|                                                     | -   | nära Malmköping                     | Nyköping                                                        |
|                                                     | -   | nära Malmköping                     | Eskilstuna                                                      |
| Motorväg förbi Strängnäs, gemensam med E20.         |     |                                     |                                                                 |
|                                                     | 137 | Trafikplats Biskopskvarn            | Stockholm; Strängnäs (Rv 55 svänger)                            |
|                                                     | 136 | Trafikplats Lunda                   | Göteborg (Rv 55 svänger)                                        |
| Landsväg mellan Strängnäs (E20) och Enköping (E18)  |     |                                     |                                                                 |
|                                                     | -   | Trafikplats Sankt Eskils källa      | Strängnäs                                                       |
|                                                     | -   | Trafikplats Eldsund                 | Strängnäs; Fogdö                                                |
|                                                     |     | Strängnäsbron                       | över Strängnäsfjärden,byggd 1981, 1164 m                        |
|                                                     | -   | ?                                   | Strängnäs; Abborrberget                                         |
|                                                     |     | Hjulstabron                         | över Hjulstafjärden, Mälaren, cirka 1000 m, öppningsbar         |
|                                                     | -   | ?                                   | ?                                                               |
| Motorväg förbi Enköping, gemensam med E18.          |     |                                     |                                                                 |
|                                                     | 141 | Trafikplats Enögla                  | Oslo (Rv 55 svänger)                                            |
|                                                     | 142 | Trafikplats Romberga                | Sala Mora                                                       |
|                                                     | 143 | Trafikplats Annelund                | Stockholm (Rv 55 svänger)                                       |
| Landsväg mellan Enköping (E18) och Uppsala (E4)     |     |                                     |                                                                 |
|                                                     | -   | Litslena                            | Bålsta, Sigtuna, Grillby (Rv 55 svänger)                        |
|                                                     | -   | Örsundsbro södra                    | Örsundsbro                                                      |
|                                                     | -   | Örsundsbro norra                    | Örsundsbro                                                      |
| Fyrfältsväg Väg 55 genom Uppsala                    |     |                                     |                                                                 |
|                                                     | -   | Kvarnbolund                         | Heby Sala                                                       |
|                                                     | -   | Stenhagen centrum                   | Stenhagens Centrum, Herrhagen, Kvarnbo                          |
|                                                     | -   | Stenhagen                           | Stenhagen                                                       |
|                                                     | -   | Flogsta                             | Flogsta, Eriksberg                                              |
|                                                     | -   | Trafikplats Berthåga                | Luthagsesplanaden Luthagen Centrala Uppsala                     |
|                                                     | -   | Trafikplats Husbyborg               | Uppsala C, Gysinge Sandviken                                    |
|                                                     | -   | Trafikplats Röbo (f.d. Svartbäcken) | Svartbäcken, Björklinge                                         |
|                                                     |     | Lötentunneln                        | Tunnel under Röboåsen, 100 m lång.                              |
|                                                     | -   | Trafikplats Löten                   | Tycho Hedéns väg Uppsala C (Endast trafik västerut/västerifrån) |
|                                                     | -   | Nybyrondellen                       | Österleden Gamla Uppsala, Gränby                                |
|                                                     | 188 | Trafikplats Bärbyleden              | Sundsvall Stockholm Östhammar                                   |

## Ombyggnadsplaner
- Nybyggnad av 2+1-väg mellan Dunker–Björndammen, cirka 5 km. Syftet är att bygga bort en olycksdrabbad sträcka där särskilt Björndammen utmärker sig som en olycksdrabbad plats (smal väg genom bebyggelse, många utfarter, dålig sikt). Ny föreslagen väg kommer att ge en förkortning av sträckan jämfört med nuvarande väg på cirka 1 km. Projektet avstannade 2015. Under våran 2024 började arbetet med ombyggnationen och vägen förväntas vara klar under 2026.[2]
- Rivning och byggnation av en ny Hjulstabron, för att tillåta större fartyg att nå hamnarna i Mälaren. Ingen finansiering finns ännu för planerna.[3]
- Planering pågår för att bygga om hela sträckan Uppsala-Enköping till 2+1-väg, utöver de 9 km som redan byggts. En cykelväg på hela sträckan intill vägen ingår i projektet. Ingen byggstart för projektet är satt.[4]
- Planering pågår för en ny sträckning förbi Flen, för att avlasta den nuvarande vägen som går igenom staden. Ingen byggstart för projektet är satt, men projektet finns finansierat i den regionala transportplanen som gäller fram till år 2029. Byggstart kan tidigast ske 2024.[5]
- En kortare sträcka norr om Flen fram till Yxtatorpet (fyra km) samt mellan Björndammen och Enköping, via Strängnäs, (cirka fem mil) är de enda två sträckorna som det inte finns någon finansiering till (utöver Hjulstabron). Övriga finns med i de regionala transportplanerna fram till år 2029.[6]

## Historia
Riksväg 55 har hetat så och haft sträckningen Uppsala-Strängnäs-Norrköping sedan 1962. Innan dess hette den länsväg 262 Uppsala-Litslena, riksväg 12 Litslena-Enköping, länsväg 221 Enköping-Flen, länsväg 225 (Järna-)Flen-Katrineholm(-Läppe) och länsväg 215 (Köping-)Katrineholm-Norrköping.
Vägen genom Uppsala, Bärbyleden, är invigd 2007 (längst norrut), 1995 (närmast centrum) och 1971 (till korsningen med riksväg 72). 
Vägen från 72:an via Litslena till Enköping är i samma sträckning som på 1940-talet, förutom förbifarten förbi Örsundsbro (från början av 1970-talet), medan motorvägen förbi Enköping är från 1980.
"Delvis genom Selebo härad går den stora 1931 öppnade färj- och landsvägsleden Strängnäs - Enköping, där fordom Eriksgatan gick fram". Sträckan är ännu i bruk , utom motorvägen förbi Strängnäs (från 2000-talet) och Strängnäsbron som är från tidiga 1980-talet. Bron över Mälaren, Hjulstabron, är byggd på 1950-talet, innan dess var det färja.
Sträckan Strängnäs-Högsten är byggd på 1950-talet. Sträckan Högsten-Flen är i samma sträckning som på 1940-talet, utom förbifarten öster om Flen som är från tidiga 1990-talet.
Sträckorna Flen-Katrineholm och Katrineholm-Norrköping är byggd i början av 1960-talet. Sträckan Simonstorp-Ändebol fick mitträcke och blev 2+1-väg år 2008.

## Alternativ till E4

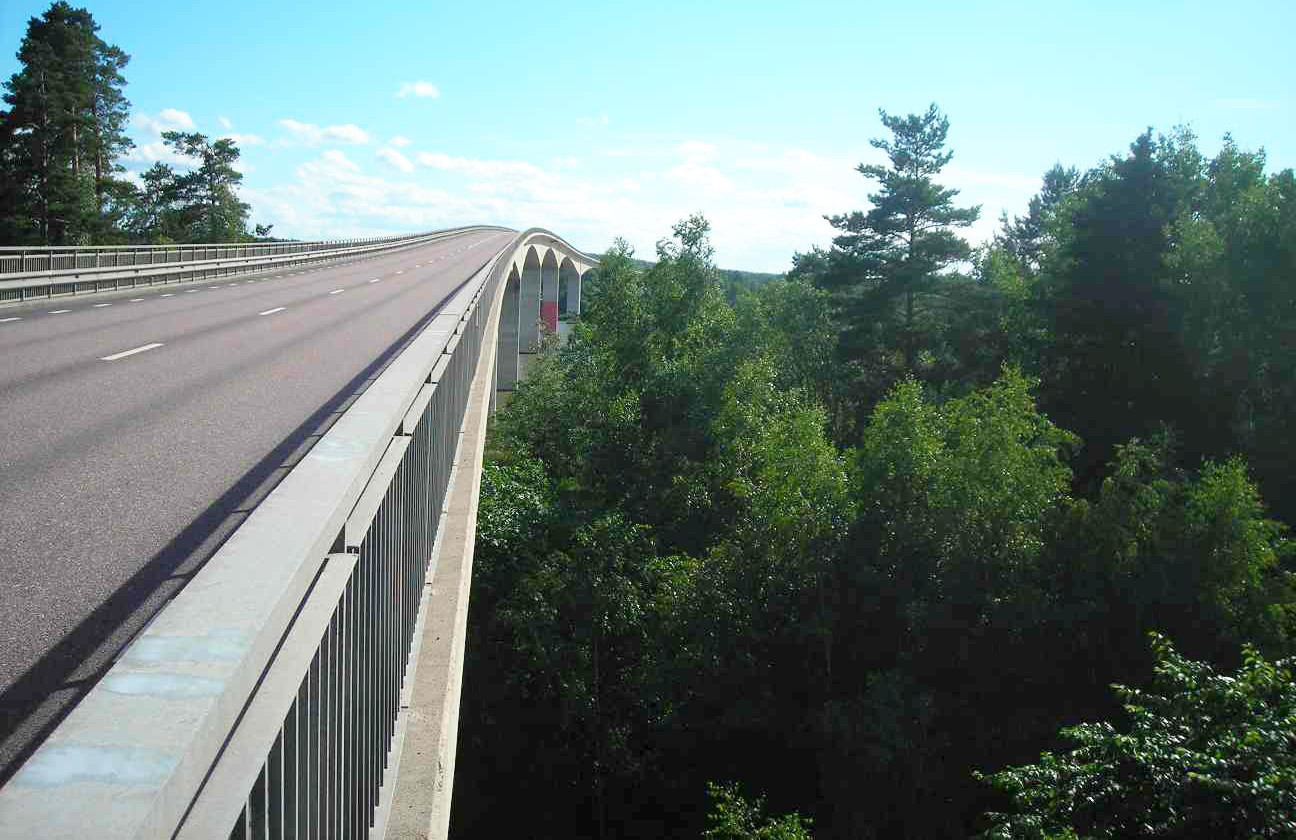
Strängnäsbron utanför Strängnäs.

Både i Uppsala och Norrköping ansluter vägen till E4. Vägen kan användas som alternativ till E4 mellan Norrköping och Uppsala för den som vill undvika att passera Stockholm eller vill ha en annan reseupplevelse än den som motorvägen erbjuder. Bland sevärdheter erbjuder väg 55 bland annat fornborgen Stenhammars skans och turistmål i Malmköping (Sagostigen, Museispårvägen).
Riksväg 55/Mälardiagonalen är även att föredra för den som vill spara mil då denna är kortare, 208 km, mot E4 som innebär 229 km. Restiden över hela sträckan är dock normalt något längre än motsvarande sträcka med E4, vilket beror på skillnaden i vägstandard mellan de båda vägarna. Under högtrafik då det är risk för köbildning på E4-Essingeleden genom Stockholm är Riksväg 55/Mälardiagonalen vara att föredra då resetiden blir kortare
I syfte att verka för en utbyggnad av vägen till mötesfri 2+1-väg (trefältsväg) på hela sträckan mellan Uppsala och Norrköping har kommunerna utefter sträckan och regionförbunden i de berörda länen bildat en lobbyorganisation, det så kallade Mälardiagonalspartnerskapet.